# Misiones
Misiones je jedna ze 23 provincií Argentiny. Leží na severovýchodě země při hranicích s Brazílií a s Paraguayí. Jižně od provincie Misiones se nachází provincie Corrientes. V provincii Misinoes na hranici s brazilským státem Paraná se na řece Paraná nacházejí světoznámé vodopády Iguaçu.

## Historie
Provincie je pojmenována podle jezuitských misií, které jsou zapsány na seznamu Světového dědictví. Původními obyvateli byli Kaingangové a Guaraníové. Po získání nezávislosti Argentiny a Paraguaye bylo Misiones sporným územím a Argentina ho definitivně získala po paraguayské válce. K osídlení oblasti zvala argentinská vláda přistěhovalce z Evropy, nejpočetnějšími skupinami byli Švédové, Němci, Poláci a Ukrajinci. Teritorium Misiones se stalo provincií v roce 1953. Hymnou provincie je píseň Misionerita, kterou složil Lucas Braulio Areco.

## Přírodní poměry
Provincie leží mezi řekami Paraná na severozápadě a Uruguay na jihovýchodě. Většinu území vyplňuje vysočina Sierra de Misiones s maximální nadmořskou výškou 843 m. Misiones má nejvyšší srážky ze všech argentinských provincií a leží v oblasti Atlantického lesa. V roce 1934 byl vyhlášen Národní park Iguazú. Pěstuje se zde cesmína paraguayská, sója luštinatá, citrusy a čajovník. Blahočet úzkolistý poskytuje užitkové dřevo i jedlá semínka.

## Departementy
Seznam departementů provincie Misiones jejich hlavních měst:
1. Apóstoles (Apóstoles)
2. Cainguás (Campo Grande)
3. Candelaria (Santa Ana)
4. Capital (Posadas)
5. Concepción (Concepción de la Sierra)
6. Eldorado (Eldorado)
7. General Manuel Belgrano (Bernardo de Irigoyen)
8. Guaraní (El Soberbio)
9. Iguazú (Puerto Esperanza)
10. Leandro N. Alem (Leandro N. Alem)
11. Libertador General San Martín (Puerto Rico)
12. Montecarlo (Montecarlo)
13. Oberá (Oberá)
14. San Ignacio (San Ignacio)
15. San Javier (San Javier)
16. San Pedro (San Pedro)
17. Veinticinco de Mayo (Alba Posse)